# Люблянская провинция
Люблянская провинция (итал. Provincia di Lubiana, словен. Ljubljanska pokrajina, нем. Provinz Laibach) — автономная административно-территориальная единица Королевства Италия, созданная 3 мая 1941 года в результате оккупации и раздела Югославии на территории аннексированной части Словении. Её административным центром был город Любляна. После капитуляции Италии в сентябре 1943 года была оккупирована германскими войсками и, хотя формально находилась под юрисдикцией Италии, реальное управление провинцией осуществлялось немецкими властями Оперативной зоны Адриатического побережья. Прекратила существование после освобождения Любляны частями Югославской армии 9 мая 1945 года. 

## Оккупация и раздел словенских земель
Накануне Второй мировой войны почти все словенцы Королевства Югославия проживали в составе её Дравской бановины. В ночь на 6 апреля 1941 года германские войска без объявления войны вторглись в Югославию. В течение не более двух дней сопротивление югославской армии в Дравской бановине было сломлено. Когда югославские войска уже отступали к Купе, части итальянской армии развернули 11 апреля наступательные военные действия на территории Юлийских Альп и Сава-Долинки и, не встретив сопротивления, в тот же день заняли Любляну. К 12 апреля Германия оккупировала Штирию и Прекомурье, часть Нижней и Верхней Крайны на левом берегу Савы, а Италия — Внутреннюю Крайну, часть Верхней Крайны и большую часть Нижней Крайны.
По итогам переговоров между главами внешнеполитических ведомств Германии и Италии Риббентропом и Чиано, прошедших в Вене 21—22 апреля 1941 года, большую часть территории Югославии, населённой словенцами, присвоила Германия. Италия получила Внутреннюю Крайну и большую часть Нижней Крайны с Любляной. Демаркационная линия, разделявшая германские и итальянские владения, проходила южнее Жира, севернее от горы Полхов-Градец и Любляны, далее через Кршко-Поле (долина реки Крка) до Костаньевицы и реки Сава.

## Создание Антиимпериалистического фронта
Пока в оккупированной и разделённой Словении периодические издания призывали население не противиться оккупантам, коммунистическая партия (КПС) начала строить организацию Сопротивления на основе заложенного ещё в довоенный период сотрудничества с демократическим крылом организации «Сокол», христианским крылом социалистов, политически неопределенными группами прогрессистов и работниками культуры. 27 апреля 1941 года был создан Антиимпериалистический фронт словенского народа (с 29 июля 1941 года преобразован в Освободительный фронт словенского народа), к которому затем присоединился также ряд партийных и общественных организаций. Главными целями Антиимпериалистического фронта, а позднее Освободительного фронта, провозглашались изгнание оккупантов и объединение словенцев в единое политико-административное целое.

## Итальянское управление (1941—1943)
3 мая 1941 году Италия официально закрепила декретом № 291 аннексию словенских территорий, создав на них Люблянскую автономную провинцию (итал. Provincia autonoma di Lubiana) численностью населения около 350 тыс. человек. На провинцию распространялись основные положения итальянской конституции, однако итальянское гражданство словенцам не было предоставлено. Главой провинции являлся Верховный комиссар, назначенный правительством фашистской Италии. Эту должность замещал Эмилио Грациоли. В помощь верховному комиссару в конце мая был создан по сути декоративный орган — Совет (так называемая Консульта), состоявший из четырнадцати человек, выбранных из предвоенной словенской элиты. Главой Совета был назначен бывший бан Дравской бановины Марко Натлачен. За всё время своего существования Совет собирался пять раз, а его последнее заседание состоялось 5 ноября 1941 года. Административная автономия создавалась с учётом этнического характера населения и распространялась на культурную и фискальную сферы. Хотя реальное управление в провинции находилось в руках администрации, возглавляемой присланными итальянскими чиновниками, однако при этом использовалась, особенно на низовом уровне, определённая часть прежнего югославского административного аппарата, подчинённого итальянской власти. Официальными языками являлись итальянский и словенский.
Оккупанты предприняли шаги к мягкой италинизации провинции, такие как обязательное написание на итальянском языке, наряду со словенским, текстов вывесок, названий населённых пунктов, улиц и учреждений. Под итальянским контролем продолжило функционировать словенское национальное образование, а также сохранилась некоторая национальная культурную жизнь. Словенцам была предоставлена возможность сохранять свою национальную идентичность. Вместе с тем политические партии были запрещены, а от населения требовались лояльность и подчинение фашистскому режиму. Привлечённая в состав Совета/Консульты словянская элита во главе с Натлаченом, озабоченная положением и судьбой Словении в условиях оккупации, надеялась, что путём сотрудничества с итальянскими властями им удастся защитить интересы словенцев Люблянской провинции, а также уже репрессированных словенских активистов. Натлачен пытался побудить центральные итальянские власти и руководство католической церкви, чтобы те выступили перед Берлином в пользу какого-то смягчения режима в германской зоне оккупации. Однако скоро «стала очевидной иллюзорность надежд, которые питали члены Консульты, и в частности сам Натлачен. Положение в германской зоне Словении не улучшалось», а ситуация в Люблянской провинции стала быстро и сильно осложняться со второй половины лета 1941 года ввиду начавшихся антиоккупационных выступлений, принявших затем вооружённый характер. На словенское Сопротивление, организованное Освободительным фронтом, в котором главную роль исполняла КПС, итальянские власти ответили широкими репрессиями. В этих условиях сотрудничество членов Совета с оккупантами вызывало осуждение как в народе, так и среди эмигрировавшего ядра Словенской народной партии, что вынудило Натлачена подать в отставку в сентябре 1941 года. За ним до конца 1941 года и в начале 1942 года последовали некоторые другие члены Совета. Значение Совета и его деятельность фактически сошли на нет. Вместе с тем рост Сопротивления, в котором руководящую роль исполняли коммунисты, позволила итальянским властям привлечь со второй половины 1942 года к сотрудничеству на антикоммунистической основе часть ранее сгруппировавшихся вокруг Натлачена словенских политических деятелей. Эти лица, как и сам Натлачен, рассматривали деятельность коммунистов, вызывавшую террор оккупантов, «в качестве „безответственной авантюры“, угрожавшей самому физическому существованию словенцев», поэтому считали необходимым содействовать подавлению прокоммунистического Сопротивления. В результате с согласия итальянских властей в середине 1942 года началось создание территориальных словенских вооружённых формирований — добровольной антикоммунистической милиции (МВАК), именовавшихся в обиходе «сельской стражей» или «белой гвардией». Они состояли под итальянским контролем и в большинстве возглавлялись словенцами-офицерами бывшей югославской армии, возвращёнными с этой целью из плена. Основная задача МВАК / «белой гвардии» заключалась в оказании помощи оккупационным силам в борьбе с партизанами. К середине 1943 года словенские части МВАК насчитывали примерно 6 тысяч человек. Основанный на антикоммунизме военно-полицейский коллаборационизм словенцев дополнялся «новым оживлением политических форм коллаборационизма». Так, в мае 1942 года итальянцами был возвращён из плена и поставлен градоначальником Любляны бывший югославский генерал Леон Рупник. Весной 1943 года итальянцы предприняли меры по обновлению деятельности Совета/Консульты, а в конце мая — июне 1943 года был назначен его новый состав во главе с Рупником.

## Немецкое управление (1943—1945)
После капитуляции Италии в сентябре 1943 года Люблянская провинция была оккупирована германскими войсками группы армий «Б» и под прежним названием вошла в состав образованной немцами так называемой Оперативной зоны Адриатического побережья (ОЗАП), возглавленной с 10 сентября 1943 года высшим комиссаром Фридрихом Райнером. Центр провинции остался в Любляне. С этого времени провинция формально находилась под юрисдикцией Италии, однако всей полнотой власти в ней обладал германский комиссар Райнер. Когда Муссолини вновь назначил верховным комиссаром провинции Эмилио Грациоли, немецкая сторона сообщила, что он может пребывать в области только в качестве гостя, после чего Грациоли был вынужден вернуться в Италию. 
Из-за нехватки войск, германские оккупанты могли взять под свой контроль лишь значительные населённые пункты и отдельные важные участки, а зачасту только точки на основных линиях коммуникаций. По этой причине, с учётом подъёма партизанского движения, немцы стремились максимально привлечь к сотрудничеству с оккупационными властями словенцев, готовых бороться с силами Освободительного фронта. Со своей стороны такие словенские круги рассчитывали получить путём сотрудничества с оккупантами определенную национальную автономию, а возможно, и государственность под немецкой эгидой, а также ликвидировать партизанско-коммунистическую угрозу в крае. В этой связи администрация в провинции строилась на смешанной основе и совмещала военное управление и псевдоавтономию. Её формирование в Люблянской провинции завершилось в октябре 1943 года. Согласно указу об оккупации, единственным исполнителем гражданской власти являлся верховный комиссар Райнер. Вместе с тем для поддержания у словенцев иллюзии их независимости было создано подконтрольное немцам так называемое Национальное правительство. При этом выбор главы и его заместителя Райнер оставил за собой, а заместитель главы правительства назначался только из числа немцев. Так, в итоге правительство возглавил градоначальник Любляны генерал Рупник, а в помощь ему определили двух германских советников: по административным и по политическим вопросам, одним из которых стал высший руководитель СС и полиции, командир оберабшнита СС «Альпенланд» Эрвин Рёзенер. По заключению историка Надежды Пилько, «правительство выполняло декоративную функцию и не имело никаких полномочий». Примечательно, что в указе об оккупации о функциях Национального правительства ничего не говорилось. Контроль за исполнением указов верховного комиссара на местах осуществляли немецкие советники. 
Параллельно с установлением национальной администрации были сформированы подконтрольные немцам словенские военно-полицейские формирования для борьбы с партизанами и подпольем Освободительного фронта. Кроме полиции, подчиненной администрации Рупника, а фактически германским службам безопасности, было сформировано единое соединение — так называемая Словенская домобранская лига, насчитывающая в конце 1943 года до 3000 человек. Непосредственное командование домобранцами, как прежде «белой гвардией», осуществлялось бывшими югославскими офицерами, в подавляющем большинстве словенцами. Вместе с тем как это соединение, так и полицейские силы подчинялись главе СС и полиции Эрвину Рёзенеру, а германские военные власти вооружали их и оснащали. Основу домобранства составили реорганизованные силы «белой гвардии». Последующее комплектование домобранства проводилось главным образом на добровольной основе. Так как немецкая оккупационная администрация ввела в Люблянской провинции воинскую обязанность для мужчин 1914—1919 годов рождения, призывник мог выбирать между службой в домобранстве, германских вооружённых силах или трудовых организациях. Для организации борьбы с партизанами Рёзенером был создан «Оперативный штаб по уничтожению банд», а также Словенская политическая полиция, в задачи которой входило обнаружение и задержание членов Освободительного фронта. Наряду с этим, так как номинально Люблянская провинция продолжала находиться под руководством правительства Муссолини, политика германских оккупационных властей в крае не имела особого специфического характера. Чтобы не увеличивать и без того растущее недовольство населения оккупацией, немцы разрешили употребление словенского языка и его использование в делопроизводстве до тех пор, пока чиновники в достаточной мере не овладеют немецким.

## Прекращение существования провинции
Нарастающее поражение нацистской Германии и вынужденное отступление немецких войск весной 1945 года к довоенным югославским границам с Италией и Австрией предопредили крах оккупационного режима и прекращение существования Люблянской провинции. Тем не менее антикоммунистические политические круги Любляны предприняли в это время попытку перейти на сторону западных союзников и перенять власть у немецких оккупантов. 3 мая 1945 года сформированный в декабре 1944 года нелегальный Национальный совет Словении (также Народный совет Словении — словен. Narodni odbor za Slovenijo), в состав которого вошли представители словенских довоенных гражданских партий, провозгласил создание государства Словения в рамках Югославии. Совет направил приветствие королю Петру II и просьбу к главам держав западных союзников об оккупации Словении англо-американскими войсками. 5 мая Рёзенер передал власть над провинцией генералу Рупнику, а тот в свою очередь отказался от неё в пользу Национального совета и убыл в австрийскую часть Каринтии. Словенское домобранство было переименовано в Люблянскую дивизию Словенской национальной армии. Однако эти меры остались нереализованными. 5 мая в Айдовшчине было создано новое правительство Словении, а 9 мая части Югославской армии заняли Любляну. К 15 мая 1945 года Югославская армия контролировала всю территорию Словении в её нынешних границах. Парижский мирный договор (10 февраля 1947 года) закрепил за Словенией часть населённых словенцами территорий, входивших со времён окончания Первой мировой войны в состав Италии.